# Keglovich László
Keglovich László, (Sopron, 1940. február 4. –) olimpiai bajnok labdarúgó, balszélső és jobbhátvéd, edző, sportvezető.

## Pályafutása

### Klubcsapatban
Szülővárosában kezdte el a labdarúgást. 1954 és 1957 között a Soproni Textiles, majd 1957 és 1958 között a Soproni VSE labdarúgója volt. 1958-tól 15 éven át a Győri Vasas ETO csapatában szerepelt, először balszélsőként, majd jobbhátvédként. Tagja volt a győriek első aranycsapatának, amely 1963 őszén megnyerte a bajnokságot, majd 1964–1965-ös BEK kiírásban az elődöntőig jutott. 1964-ben elvesztették az MNK döntőt, majd utána sorozatban háromszor megnyerték. 1966–1967-es KEK idényben, a negyeddöntőben búcsúztak el. Összesen 312 bajnoki mérkőzésen szerepelt és 28 gólt szerzett.

### Válogatottban
1959-ben tagja volt az UEFA-tornán harmadik helyezést elért magyar ifjúsági válogatottnak. 1968-ban 1 alkalommal szerepelt az olimpiai válogatottban és tagja volt a mexikóvárosi olimpián aranyérmet szerzett csapatnak.

### Edzőként
Visszavonulása után 3 éven a Rába ETO ifjúsági csapatának edzője volt. 1976-ban elvállalta a Bábolnai SE vezetőedzői posztját, majd 1980-tól a Győri Élelmiszer SE csapatánál dolgozott hasonló minőségben. 1980 és 1985 között ismét a Rába ETO-nál dolgozott, mint az utánpótlás szakág vezetője és az ifjúsági csapat edzője. 1997 márciusa és májusa között 15 mérkőzésen a csapat vezetőedzője volt. 1978-tól testnevelőként is dolgozott.

### Sportvezetőként
1995-ben rövid ideig a Győri ETO FC klubigazgatója volt, majd elnökhelyettese lett. 1996-ban a Magyar
Hivatásos Labdarúgó Liga tanácsának tagja volt.

## Sikerei, díjai
- Olimpiai játékok
  - aranyérmes: 1968, Mexikóváros
- Magyar bajnokság
  - bajnok: 1963-ősz
  - 3.: 1967
- Magyar Kupa (MNK)
  - győztes: 1965, 1966, 1967
  - döntős: 1964
- Bajnokcsapatok Európa-kupája (BEK)
  - elődöntős: 1964–65
- Kupagyőztesek Európa-kupája (KEK)
  - negyeddöntős: 1966–67
- Magyar Népköztársaság Sport Érdemrend bronz fokozata (1968)
- "A tanuló ifjúság testi neveléséért" elismerés (1988)
- "A diáksportban végzett kiemelkedő tevékenységért" oklevél (1991)
- Szent László- díj (1999)
- A Magyar Érdemrend tisztikeresztje (2020)

## Statisztika

### Mérkőzése a válogatottban
| Magyarország | Magyarország      | Magyarország                       | Magyarország | Magyarország | Magyarország | Magyarország       | Magyarország | Magyarország |
| #            | Dátum             | Helyszín                           | Hazai        | Eredmény     | Vendég       | Kiírás             | Gólok        | Esemény      |
| ------------ | ----------------- | ---------------------------------- | ------------ | ------------ | ------------ | ------------------ | ------------ | ------------ |
|              | 1968. október 15. | Guadalajara, Estadio Jalisco (MEX) | Magyarország | 2 – 2        | Ghána        | olimpiai C csoport | -            |              |
|              | Összesen          |                                    |              | 0            | mérkőzés     |                    | 0            | gól          |